# Rétaud
Rétaud är en kommun i departementet Charente-Maritime i regionen Nouvelle-Aquitaine i västra Frankrike. Kommunen ligger  i kantonen Gémozac som ligger i arrondissementet Saintes. År 2022 hade Rétaud 1 057 invånare.

## Befolkningsutveckling
Antalet invånare i kommunen Rétaud
Referens:INSEE